# Джусичі (рід)

Сучасний варіант гербу Кирдій

Джу́сичі, Джу́си, Чжу́си, Чу́си, Чу́сичі — руський (український) боярський рід, волинсько-холмська гілка Кирдійовичів. Родове гніздо — с. Квасилів, згодом Ляхів. Герб Кирдій.
Разом з Гостськими, Козинськими, Вільгорськими, Кирдіями-Мильськими, Мнишинськими, Чапличами та іншими є однією з гілок, що походидь від боярина Кирдія. Також згодом Джусичі-Ляхівські.

## Представники роду
Джуса Кирдійович — син пана Кирдія.
- Єсиф Джусич (також Чус, Чуса, Чуска, Жуса, Жусич, Чжуса, Чжусич, Дчуса, Дчусич, Джусич) згадується в грамоті князя Свидригайла Ольгердовича від 5 травня 1434 року, якою отримав маєток Басово з усіма прилеглими селами у сумі 300 коп грошей широких[1].
- Андрій Джуса (рус. пан Андрей Дчюса, нім. erbaren und wolgebornen Andreaz Mzus marschalken unsirs) — маршалок великого князя Свидригайла Ольгердовича. Згадується в грамоті від 9 грудня 1433 року якою князь Свидригайло надав маєток Михлин боярину Андрію Волотовичові.
  - Михайло Андрійович Джусич-Ляхівський (зг. 1475)
    - Сенько Михайлович Ляхівський (зг. 1528, 1529) шлюб: кн. Софією Федорівною Порицькою.
      - Іван Сенькович Джуса-Ляхівський
      - Петро Сенькович Джуса-Ляхівський (зг. 1592)
- Ванько Джусич — холмський каштелян (1470). У 1470 році продав князю Семену Збаразькому села Квасилів, Корнино, Колодне, Бережани, Басоє, Став, Славне, Растов, Ляхово, Почапи й Новогородичі.
- Юрій Джусич
  - Олехно Юрійович Джусич (пом. до 1515). 
    - Ігнат Олехнович Джусич (зг. 1515, пом. до 1528) шлюб: Богдана Богушівна Боговитинівна Шумбарська.[2]
    - Івашко Олехнович Джусич (зг. 1515)[3]
      - Михайло Гнатович (Чжуса) Джуса-Ляхівський (пом. 1575, 1578). У 1578 році його діти потрапили в ясир під час одного з наймасштабніших татарських набігів.[4]
        - Петро Михайлович Дчуса (зг. 10 лютого 1593 с. Ляхів, лист до пана Василя Єло-Малинського)[5]

      - Григорій Гнатович Джуса (зг. 1563)
        - Андрій Григорович Джуса

      - Любка Ігнатівна Джусянка. Шлюб: Іван Богданович Хребтович-Богуринський (бл. сер. XVI ст).[6]

    - Богдан Олехнович Джусич (зг, 1515, пом. до 1528) мав двоє синів та п'ять доньок.[7]
      - Богдан Богданович Джуса (пом. між 1563 і 1567)
        - Ганна Богданівна Джусянка. Шлюб: Добринський Андрій.

      - Іван Богданович Джуса (пом. 1576)[8]
      - Настася Богданівна Джусянка. Шлюби: 1) Олехно Михайлович Тесівський. 2) Іван Горайн.[9]
      - Немила Богданівна Джусянка. Шлюб: Томило Ворона-Боратинський. Після поділу спадщини Джусичів, були ув'язані в селі Яшківці (зг. 1554).[10]

## Представники з невстановленим батьківством
Стефан Джуса Кирдійович. Мав чотирьох синів та три доньки (бл. сер. XVI ст).